# Ахні
Ахні (бенг. আখনী) — змішана страва з рису, яка походить від бенгальських мусульман Читтагонга та Силхета у східному Бангладеш. Його часто вважають певною варіацією бір'яні або плову. Страва особливо популярна в ресторанах Бангладеш, а також серед діаспори по всьому світу. Ця страва є основною стравою в Читтагонзі, де її, як кажуть, споживає щотижня середній житель Читтагонгу. Під час Рамадану, ісламського місяця посту, цю страву також часто їдять на іфтар у всьому Силхеті.

## Етимологія
Слово «ахні» походить від арабського слова яхні, що означає рагу.

## Інгредієнти
Ахні виготовляють шляхом змішування рису з кулінарною олією, традиційними спеціями (імбир, часник, гарам масала, теджпата, кмин, цибуля, сіль), топленим маслом, м'ясом (курка, яловичина, коза, баранина), фруктами та овочами (морква, картопля, горох, сливи), перцем чилі та кислим дой. Іноді також можна додавати горіхи та яйця.

## Приготування
Рецепти страв можуть дещо відрізнятися.
- Підготовка м'яса. М'ясо очищають, нарізають на невеликі шматки, промивають.
- Обсмажування м'яса. У середній каструлі гріють 4 ст. л. олії. Додають одну велику нарізану цибулину та м'ясо, ллаврові листки, кардамон, корицю та сіль (приблизно 1/2–3/4 ст. л.). Все обсмажується на на середньому вогні, періодично помішуючи, поки м'ясо не стане м'яким.
- Додавання спецій. Додають імбирну та часникову пасти, мелені спеції (кмин, коріандр, куркуму, карі-порошок) і добре перемішють. Готують, поки спеції не віддадуть свій аромат.
- Підготовка рису. Басматі миють в холодній воді кілька разів, поки вода не стане прозорою. Рис замочується у воді на 30 хвилин, потім її зливають.
- Обсмажування рису. В іншій великій каструлі розтоплюють масло, додають залишену нарізану цибулину та обсмажте до золотистого кольору. Додають цілий кмин (при бажанні) та обсмажують кілька секунд. Додають промитий рис і обережно перемішують, щоб кожне зернятко покрилося маслом.
- Поєднання м'яса та рису. Додають обсмажене м'ясо до рису, перемішаують. Вливають 7 склянок гарячої води, додають цілі зелені перці чилі та доведіть до кипіння.
- Готування. Зменшують вогонь до мінімуму, накривають каструлю кришкою та готують, поки рис не вбере всю воду та стане м'яким.
- Подача. Страву знімають з вогню та дають їй постояти під кришкою 10 хвилин. Акуратно перемішують та подають гарячим із салатом або йогуртом.[6]